# Sepicana armata
Sepicana armata là một loài bọ cánh cứng trong họ Cerambycidae.